# Sympetrum hypomelas
Sympetrum hypomelas är en trollsländeart som först beskrevs av Selys 1884.  Sympetrum hypomelas ingår i släktet ängstrollsländor, och familjen segeltrollsländor. IUCN kategoriserar arten globalt som livskraftig. Inga underarter finns listade i Catalogue of Life.